# Franz Rosenthal
Franz Rosenthal (Berlín, 31 de agosto de 1914 - 8 de abril de 2003) fue un erudito alemán, especializado en literatura árabe e Islam, ocupó las cátedras Louis M. Rabinowitz y Sterling de árabe.

## Biografía
Nació en Berlín, Alemania. Ingresó en la Universidad de Berlín en 1932, donde estudió lenguas civilizaciones clásicas y orientales con los profesores Carl Becker (1876-1933), Richard Walzer (1900-1975) y Hans Heinrich Schaeder (1986-1957). Se doctoró en 1935 con un trabajo (supervisado por Schaeder) sobre las inscripciones de Palmira (Die Sprache der Palmyränischen Inschriften).
Tras un año com profesor en Florencia, Italia, pasó a enseñar en el Lehranstalt (antes Hochschule) für die Wissenschaft des Judentums, un seminario rabínico de Berlín. En 1938 terminó su historia de los estudios arameos, por la que le fue otorgada la Medalla Lidzbarski y el premio de la the Deutsche Morgenländische Gesellschaft. Como, dada su condición de judío, no podía cobar el dinero del premio, se le entregó, por iniciativa de Schaeder, una medalla de oro que compensara la pérdida.
En diciembre de 1938, poco después de la Noche de los cristales rotos, Rosenthal abandonó Alemania con destino a Suecia, país al que había sido invitado por mediación del historiador de las religiones sueco H.S. Nyberg (1889-1974). De Suecia pasó a Inglaterra, adonde llegó en abril de 1939, y finalmente a los Estados Unidos, en 1940, tras haber sido invitado a unirse al cuerpo docente del Hebrew Union College (HUC) de Cincinnati, Ohio. En 1943 se nacionalizó estadounidense y durante la guerra trabajó como traductor de árabe para los Servicios Estratégicos en Washington D. C. Terminada la guerra, volvió al mundo académico, primero en el HUC y, a partir de 1948, en la Universidad de Pensilvania. En 1956 fue propuesto para la cátedra Luis M. Rabinowitz de lenguas semíticas de Yale. Accedió a la cátedra Sterling en 1967 y se jubiló en 1985.
El profesor Rosenthal fue un estudioso prolífico cuyas aportaciones al desarrollo de los estudios críticos sobre el mundo árabe fueron de gran importancia en Estados Unidos. Sus publicaciones comprenden desde la monografía Humor In Early Islam a una traducción anotada en tres volúmenes de las Muqaddimah de Ibn Jaldún. Para la redacción de esta última obra, viajó a Estambul para estudiar los manuscritos, entre otros un autógrafo de Ibn Jaldun. Su History of Muslim Historiography de 1952 fue el primer estudio sobre tan vasta materia. También escribió sobre civilización islámica, por ejemplo en The Muslim Concept of Freedom, The Classical Heritage in Islam, The Herb: Hashish versus Medieval Muslim Society, Gambling in Islam y Complaint and Hope in Medieval Islam, así como tres volúmenes de ensayos y dos de traducciones del historiador árabe medieval al-Tabari, con el título Knowledge Triumphant: The Concept of Knowledge in Medieval Islam (1970). Rosenthal publicó en alemán e inglés. Sus obras se han traducido al árabe, el ruso y el turco.